# Mogobane
Mogobane est une ville du Botswana.